# Новиков, Георгий Андреевич
Новиков Георгий Андреевич (р. 1959 г.) — председатель правления Российской ассоциации паллиативной медицины, доктор медицинских наук, профессор.
Вице-Президент Общероссийской общественной организации «Общество врачей России».
Научная сфера — Медицина
Страна — Российская Федерация
Ученая степень — доктор медицинских наук
Научное звание — профессор

## Биография
Родился 27 июня 1959 года в г. Москве.
Среднюю школу окончил в 1976 г, I Московский медицинский институт им. И. М. Сеченова в 1982 г., клиническую ординатуру во Всесоюзном научном центре хирургии АМН СССР (http://www.rusmedguide.ru/4_7.html) в 1984 г., очную аспирантуру в 1987 г.
Специальность: анестезиология-реаниматология, онкология.
Ученую степень кандидата медицинских наук получил в 1987 г., доктора медицинских наук — в 1994 г., ученое звание профессора — 1998 г.
Второе высшее образование получил в Академии народного хозяйства при Правительстве РФ в 2003 г. по программе «Экономика, государственные финансы, государственное управление».
С 1987 по 2006 годы работал в Московском научно-исследовательском онкологическом институте им. П. А. Герцена (МНИОИ)) младшим, старшим, ведущим научным сотрудником, затем руководителем Центра паллиативной помощи МЗ РФ, заместителем директора МНИОИ по научной работе.
С 1999 г. по 2010 г. возглавлял курс паллиативной помощи при кафедре онкологии и радиотерапии факультета послевузовского профессионального образования врачей Московской медицинской академии им. И. М. Сеченова (ныне 1-го Московского государственного медицинского университета им. И. М. Сеченова Минздрава России), в связи с реорганизацией с 2010 года профессор данной кафедры.
С 2013 г. возглавляет Кафедру паллиативной медицины Факультета дополнительного профессионального образования (ФДПО)Московского государственного медико-стоматологического университета (МГМСУ).
Кафедра паллиативной медицины организована в феврале 2013 года (Приказ ректора от 14 февраля 2013 года № 76-ОД). Под руководством Г. А. Новикова защищены 27 кандидатских и 5 докторских диссертаций, он автор более 250 научных работ: 4 монографий, 3 учебников, 14 учебных пособий и патентов.
Г. А. Новиков — один из инициаторов организации системы паллиативной помощи онкологическим больным в России. Впервые в России выполнил приоритетные исследования по проблемам терапии хронической боли, психологической поддержки, коррекции нарушений гомеостаза и внедрил разработанные методы в клинику паллиативной медицины.
С 1993 г. по 2010 г. являлся членом Ученого совета факультета послевузовского профессионального образования врачей МГМУ им. И. М. Сеченова. Под руководством Г. А. Новикова защищены 27 кандидатских и 5 докторских диссертации. Автор более 250 научных работ, в том числе 4 монографий, 3 учебников, 14 учебных пособий и патентов. Г. А. Новиков активно занимается общественной деятельностью, консолидацией медицинского сообщества, вовлечением медицинских работников в структуры и деятельность гражданского общества Российской Федерации.
С 1995 г. является президентом некоммерческого Фонда «Паллиативная медицина и реабилитация больных» (свидетельство Московской Регистрационной Палаты № 065.908 от 18 июня 1997 г.). В 2015г перерегистрирован в Благотворительный Фонд «Вместе Мы Можем».
С 2002 г. он — Президент Общероссийского общественного движения «Медицина за качество жизни» (свидетельство о Государственной регистрации № 4178 от 28 июня 2002 г..
С 2012 года — председатель Правления Общероссийской общественной организации «Российская Ассоциация паллиативной медицины» (свидетельство о Государственной регистрации № 1127799010756 от 05 июня 2012 года).
Г. А. Новиков — главный редактор научно-практических журналов:
- С 1996 г. — «Паллиативная медицина и реабилитация» (с 2006 года входит ВАК-рекомендованный "Перечень ведущих рецензируемых научных журналов и изданий.)
- С 2005 г. — «Медицина и качество жизни».
- С 2011 г. член рабочей группы Комитета по охране здоровья Государственной Думы Федерального Собрания РФ по работе над проектом федерального закона № 534829-5 «Об основах охраны здоровья граждан в Российской Федерации».

В 2012 году включен в состав рабочей группы по подготовке предложений о внесении изменений в нормативные правовые акты в сфере оборота наркотических и психотропных лекарственных средств (приказ Министерства здравоохранения Российской Федерации от 22 октября 2012 г. № 427).

## Научные труды
- Аспекты паллиативной медицины. Учебное пособие. Биктимиров Т. З., Тихонова Л. М., Новиков Г. А., Шарафутдинов М. Г., Биктимирова К. Т., Тихонова Ю. В., Эккерт Н. В. — Ульяновск: Изд-во Ульяновского государственного университета, 2009, 150 с. http://uonb.ru/index.php?option=com_content&view=article&id=242:ulsu&catid=86:simbookexhibition&Itemid=99
- Клинические рекомендации. Онкология / Под ред. В. И. Чиссова, С. Л. Дарьяловой. — 2-е изд., испр. и доп. — М.: ГЭОТАР-Медиа, 2009. — стр. 41-83 (глава «Хронический болевой синдром». Абузарова Г.Р, Новиков Г. А., Осипова Н. А., Прохоров Б. М., Рудой С. В.).http://rus.logobook.kz/prod_show.php?object_uid=2140355
- Клинические рекомендации. Онкология / Под ред. В. И. Чиссова, С. Л. Дарьяловой. — 2-е изд., испр. и доп. — М.: ГЭОТАР-Медиа, 2009. — стр. 41-83 (глава "Хронический болевой синдром Абузарова Г.Р, Новиков Г. А., Осипова Н. А., Прохоров Б. М.).http://www.geotar.ru/lots/Q0010154.html
- Контроль симптомов в паллиативной медицине / Под ред. проф. Г. А. Новикова. — М.: ГЭОТАР-Медиа, 2013. — 248 стр.http://www.geotar.ru/lots/Q0122098.html
- Краткое клиническое руководство по паллиативной помощи при ВИЧ/СПИДе. Под ред. Г. А. Новикова. — Открытый институт здоровья, М., 2006—116 С.http://multidollar.ru/eart/novikov_g_a__kratkoe_klinicheskoe_rukovodstvo_po_palliativnoj_pomohhi_pri_vich-spide.html
- Общественное здоровье и здравоохранение. Национальное руководство / под. Ред. В. И. Стародубова, О. П. Щепина и др. — М.: ГЭОТАР-Медиа, 2013. — 624 с. — (Серия «Национальные руководства»).
- Онкология. Национальное руководство / Гл. ред. акад. РАМН В. И. Чиссов, акад. РАМН М. И. Давыдов. — М.: ГЭОТАР-Медиа, 2008. — стр. 459—483 (глава 12 «Реабилитация» Новиков Г. А., Самойленко В. В., Вайсман М. А., Прохоров Б. М. , С. В. Рудой).http://www.medknigaservis.ru/onkologiya-natsionalnoye-rukovodstvo-chissova-davidova-2014.html
- Организация паллиативной помощи на региональном уровне. Учебное пособие. Биктимиров Т. З., Новиков Г. А., Горбунов В. И., Нагель А. И., Протин Ф. Г., Шарафутдинов М. Г., Эккерт Н. В. Ульяновск: Изд-во Ульяновского государственного университета, 2009, 60 с.http://www.fesmu.ru/elib/Article.aspx?id=224852
- Руководство по онкологии / Под ред. В. И. Чиссова, С. Л. Дарьяловой. Учебное пособие — гриф УМО по медицинскому и фармацевтическому образованию вузов России — М.: ООО «Медицинское информационное агентство», 2008.- стр.224-231. (гл.13 «Этические и правовые аспекты паллиативной помощи онкологическим больным», гл.14 «Психологические, социальные и духовные аспекты паллиативной помощи онкологическим больным» Новиков Г. А., Вайсман М. А., Прохоров Б. М. , С. В. Рудой.http://www.booksmed.com/onkologiya/185-onkologiya-chissov-daryalova-uchebnik.html
- Перспективы развитияи интеграции образовательных программ по паллиативной медицинской помощи в Российской федерации Шарафутдинов М. Г., Новиков Г. А., Рудой С. В., Горбунов В. И., Родионов В. В. Паллиативная медицина и реабилитация, 2014, № 2 . C.5-8
- Организационно-методические аспекты паллиативной помощи больным, страдающим болевым синдромом онкологического генеза Новиков Г. А.,Осипова Н. А.. Прохоров Б.М, Рудой С. В., Вайсман М. А. Российский журнал боли, 2004 № 1 (2) С 61-62 http://www.painstudy.ru/schmerz/04-01/index.htm
- Оказание паллиативной помощи больным туберкулезом Баласанянц Г. С., Галкин В. Б.,Новиков Г. А.. Рудой С. В., Асеев А. В., Карпов А. В. Медицинский Альянс, 2014 с 31-42 http://nasph.ru/MedAlliance/medaljans_2014-4_oblegchennyj.pdf
- Стратегия развития паллиативной медицинской помощи в Российской Федерации. Некоторые итоги и перспективы. Новиков Г. А., рудой С. В., Вайсман М. А., Тарасов Б. А., Подкопаев Д. В. Паллиативная медицина и реабилитация, 2015, № 3, с 5-11 http://pmarchive.ru/palliativnaya-pomoshh-v-rossijskoj-federacii-sovremennoe-sostoyanie-i-perspektivy-razvitiya/